# قيادة المركبات

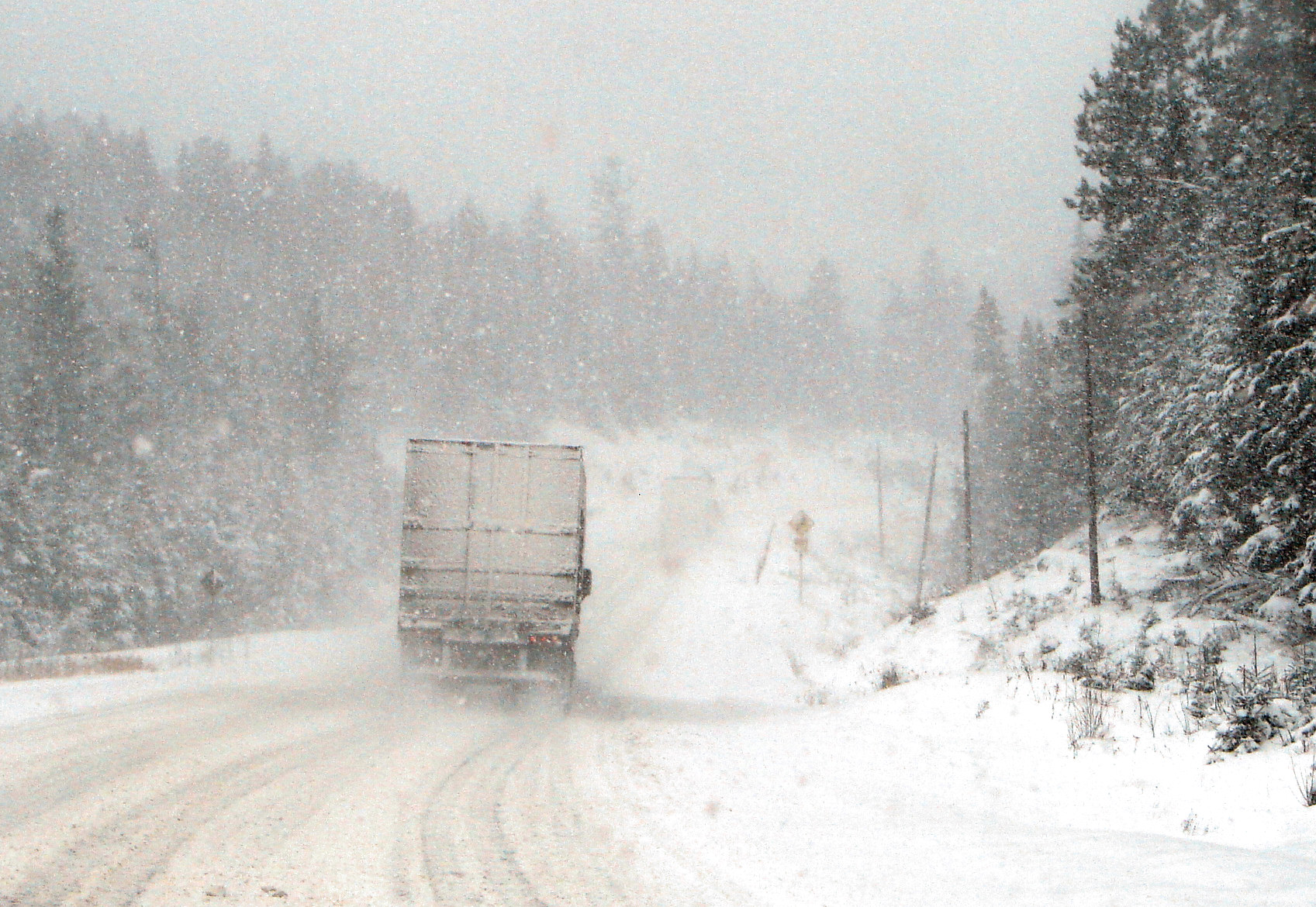
تمثل القيادة في فصل الشتاء خطورة كبيرة، خصوصاً في البلاد القريبة من القطب الشمالي حيث تكسو الثلوج الشوارع (طريق سريع في أونتاريو، كندا).

قيادة المركبات أو القيادة أو السياقة هي عملية التحكم في مركبة، كالسيارة والشاحنة والحافلة.
بالرغم من أن التحكم في الدراجة الهوائية والحيوانات المركوبة غالباً ما يسمى ركوباً، إلا أن راكبها يسمى أيضاً سائقاً، ويجب عليه الالتزام بقانون السير.
القيادة هي التشغيل المتحكم فيه وحركة السيارة، وتشمل السيارات والدراجات النارية والشاحنات والحافلات والدراجات. يُمنح الإذن بالقيادة على الطرق السريعة العامة بناءً على مجموعة من الشروط التي يجب الوفاء بها، ويطلب من السائقين اتباع قوانين الطرق والمرور. كلمة القيادة، لها أصل تاريخي يعود إلى القرن الخامس عشر، وقد تطورت؛ إذ تغيرت القيادة من الحيوانات العاملة في القرن الخامس عشر إلى السيارات في عام 1888. تطورت مهارات القيادة أيضًا منذ القرن الخامس عشر مع الحاجة إلى المهارات البدنية والعقلية والسلامة للقيادة. رافق هذا التطور في المهارات المطلوبة للقيادة إدخال قوانين القيادة التي لا تتعلق فقط بالسائق، ولكن بإمكانية قيادة السيارة.
يشير أصل مصطلح السائق، كما هو مسجل من القرن الخامس عشر، إلى مهنة قيادة الحيوانات العاملة، وخاصة خيول التعبئة أو خيول السحب. الفعل «اقتاد» في الأصل يعني «الإجبار على التحرك، والدفع بالقوة البدنية». سُجل لأول مرة لسائقي السكك الحديدية الكهربائية في عام 1889 وسائق سيارة في عام 1896. كانت البدائل المبكرة هي المحرك أو رجل المحرك أو سائق السيارة.
كانت أول رحلة برية لمسافات طويلة في العالم بالسيارة في أغسطس 1888 عندما قادت بيرثا بنز، زوجة مخترع بنز (براءات الاختراع للسيارات)، كارل بنز، مانهايم 66 ميلًا (106 كم) إلى بفورتسهايم، ألمانيا، وعادت، في ثالث سيارة تجريبية بنز، التي كانت سرعتها القصوى 10 أميال في الساعة (16 كم / ساعة)، مع ابنيها المراهقين ريتشارد ويوجين، ولكن دون موافقة ومعرفة زوجها.
في عام 1899 قاد ستانلي وزوجته فلورا سيارتهما ستانلي ستاير، التي تسمى أحيانا سيارة لوكو موبايل، إلى قمة جبل واشنطن في نيو هامبشاير في الولايات المتحدة لتوليد الدعاية لسيارتهما. استغرقت الرحلة التي يبلغ طولها 7.6 ميل (12.2 كم) أكثر من ساعتين (دون احتساب الوقت لإضافة المزيد من الماء)؛ أنُجز النزول من طريق وضع المحرك في ترس منخفض والكثير من الكبح.
القيادة في حركة المرور هي أكثر من معرفة كيفية تشغيل الآليات، التي تتحكم في السيارة؛ فهي تتطلب معرفة كيفية تطبيق قواعد الطريق (التي تضمن المشاركة الآمنة والفعالة مع المستخدمين الآخرين). يتمتع السائق الفعال أيضًا بفهم بديهي لأساسيات التعامل مع السيارة ويمكنه القيادة بمسؤولية.
بالرغم من أن التشغيل المباشر للدراجة والحيوان المثبت يشار إليه عادة باسم الركوب، إلا أن هؤلاء المشغلين يعدون سائقين قانونيًا، ويطلب منهم الامتثال لقواعد الطريق. يشار إلى القيادة لمسافات طويلة بأنها رحلة على الطريق.
في بعض البلدان، تُقيم المعرفة العملية والنظرية الأساسية لقواعد الطريق استنادًا إلى اختبار (اختبارات) القيادة لإصدار رخصة قيادة لأولئك الذين يجتازونها.
يجب أن يكون لدى السائق مهارات بدنية ليكون قادرًا على التحكم في الاتجاه والتسارع والتباطؤ. بالنسبة للسيارات، تشمل المهام التفصيلية ما يلي:
- وضع اليد المناسب ووضع الجلوس.
- بدء تشغيل محرك السيارة بنظام التشغيل.
- ضبط ناقل الحركة على الترس الصحيح.
- إحباط الدواسات بأقدام المرء لتسريع السيارة وإبطائها وإيقافها.
- إذا كانت السيارة مجهزة بناقل حركة يدوي، لتعديل القابض.
- توجيه اتجاه السيارة بعجلة القيادة.
- تطبيق ضغط الفرامل لإبطاء السيارة أو إيقافها.
- تشغيل الأجهزة المساعدة المهمة الأخرى، مثل المؤشرات والمصابيح الأمامية وفرامل الانتظار ومساحات الزجاج الأمامي.
- السرعة والتحكم في الانزلاق.

يمكن أن تؤثر الانحرافات على المهارات العقلية للسائق، وكذلك أي حالة متغيرة من الوعي. خلصت إحدى الدراسات حول موضوع الهواتف المحمولة وسلامة القيادة إلى أنه بعد التحكم في صعوبة القيادة والوقت في المهمة، أظهر السائقون الذين يتحدثون على الهاتف ضعفًا أكبر من السائقين الذين كانوا يعانون من تسمم الكحول. في الولايات المتحدة «خلال ساعات النهار، يستخدم ما يقرب من 481000 سائق الهواتف المحمولة في أثناء القيادة، وفقًا للنشرة الصادرة عن الرابطة الوطنية لسلامة المرور على الطرق السريعة. أشار استطلاع آخر إلى أن الموسيقى يمكن أن تؤثر سلبًا في تركيز السائق».
تعد اضطرابات النوبات ومرض الزهايمر من بين الأسباب الطبية الرئيسية للضعف العقلي بين السائقين في الولايات المتحدة وأوروبا.
وتشمل مشكلات السلامة في القيادة ما يلي:
- القيادة في ظروف الطرق السيئة وضعف الرؤية.
- الرسائل النصية في أثناء القيادة.
- تجاوز السرعة المحددة.
- ضعف القيادة والقيادة تحت تأثير المخدرات.
- القيادة المشتتة.
- القيادة المحرومة من النوم.
- القيادة المتهورة وسباق الشوارع.

تعني قابلية قيادة السيارة التوصيل السلس للطاقة، كما يطلب السائق. الأسباب النموذجية لتدهور القدرة على القيادة هي التباطؤ الخام أو سوء إطلاق النار أو الارتفاع أو التردد أو عدم كفاية الطاقة.

## وصلات خارجية
- (بالإنجليزية) ويكي القيادة نسخة محفوظة 23 مارس 2018 على موقع واي باك مشين.
- (بالإنجليزية) استمتع بالقيادة